# Aphareus
Aphareus és un gènere de peixos de la família dels lutjànids i de l'ordre dels perciformes.

## Taxonomia
- Aphareus furca (Lacépède, 1801)[2]
- Aphareus rutilans (Cuvier, 1830)[3][4][5][6][7][8][9][10]